# Араруна (Парана)
Араруна (порт. Araruna)  —  муниципалитет в Бразилии, входит в штат Парана. Составная часть мезорегиона Западно-центральная часть штата Парана. Входит в экономико-статистический  микрорегион Кампу-Моран. Население составляет 13 594 человека на 2006 год. Занимает площадь 493,190 км². Плотность населения — 27,6 чел./км².

## История
Город основан 29 ноября 1955 года. 

## Статистика
- Валовой внутренний продукт на 2003 год составляет 127 171 350,00 реалов (данные: Бразильский институт географии и статистики).
- Валовой внутренний продукт на душу населения на 2003 год составляет 9519,53 реалов (данные: Бразильский институт географии и статистики).
- Индекс развития человеческого потенциала на 2000 год составляет 0,732 (данные: Программа развития ООН).

## География
Климат местности: субтропический.